# Bulbophyllum menghaiense
Bulbophyllum menghaiense là một loài phong lan thuộc chi Bulbophyllum.